# Storia dell'astronomia moderna (1782)
(Il sottotitolo dell'opera di Bailly; Seneca, Naturales quæstiones, Libro VI.)
La Storia dell'astronomia moderna (titolo originale in francese: Histoire de l'astronomie moderne, depuis la fondation de l'école d'Alexandrie jusqu'à l'époque de 1782) è un saggio storico-scientifico e divulgativo scritto dall'astronomo e letterato francese Jean Sylvain Bailly. Terza opera di un'imponente tetralogia di lavori sull'intera storia dell'astronomia, con questo libro Bailly, oltre a continuare a delineare la sua concezione della storia, ripercorre e commenta le principali e più recenti scoperte in campo astronomico fatte nel corso del XVIII secolo, dal 1730 fino al 1782, ovvero l'anno stesso in cui il libro fu pubblicato.

## Contesto generale

### La tetralogia sulla storia dell'astronomia

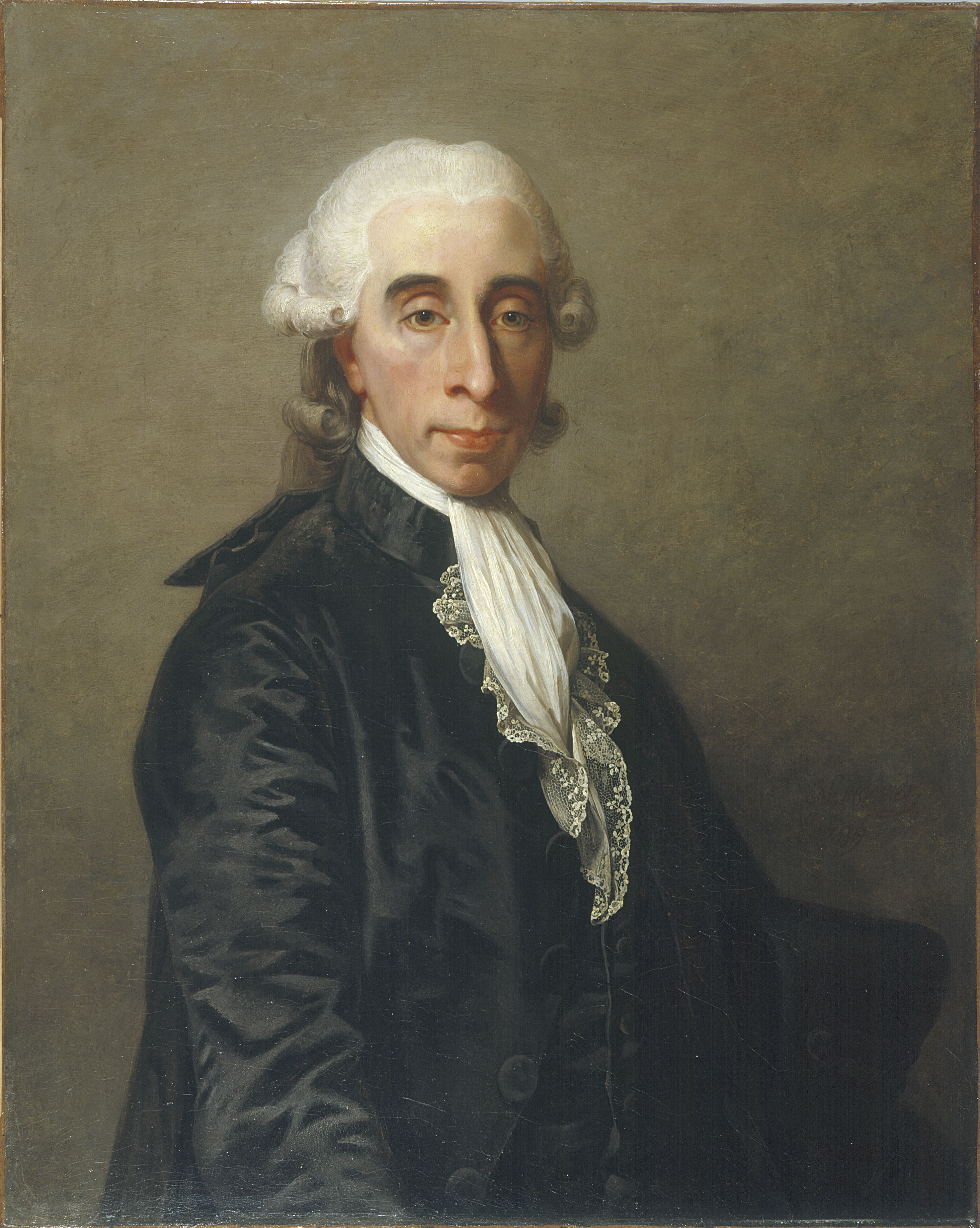
Jean Sylvain Bailly.

Nel 1775 Bailly pubblicò un largo volume in quarto intitolato Histoire de l'astronomie ancienne, depuis son origine jusqu'à l'établissement de l'école d'Alexandrie. Esso fu seguito nel 1779 da un'ulteriore opera, stavolta in due volumi, dello stesso formato del precedente, intitolata Histoire de l'astronomie moderne depuis la fondation de l'école d'Alexandrie jusqu'à l'époque de 1730. L'opera in questione apparve nel 1782, intitolata Histoire de l'astronomie moderne depuis la fondation de l'école d'Alexandrie, jusqu'à l'époque de 1782. Queste tre opere, assieme al Traité de l'astronornie indienne et orientale, ouvrage qui peut servir de suite à l'histoire de l'astronomie ancienne del 1787, costituiscono la tetralogia di Bailly sulla storia dell'astronomia. Esse formano insieme un panorama di circa 3000 pagine del lungo e lento sviluppo storico del corpus della conoscenza moderna.
Nonostante le speculazioni immaginative del primo volume e gli errori di fatto dell'ultimo il lavoro, complessivamente, merita un posto di rilievo nello studio della storia della scienza.
È ragionevole supporre che Bailly per alcuni anni (forse già dal suo primo contatto con Lacaille) aveva meditato un lavoro su larga scala relativo alla storia dell'astronomia e forse iniziò a compilare delle annotazioni con questo progetto in mente, che poi fu completato dopo la sconfitta nella lotta per la segreteria dell'Accademia e il successivo ritiro a Chaillot. Inoltre, in definitiva, il ritorno di Le Gentil e la contemporanea comparsa di diversi testi orientali sull'antichità diedero a Bailly la determinazione necessaria per iniziare il suo lavoro partendo dai primissimi inizi della storia dell'umanità.
La concatenazione delle circostanze porrebbe, secondo lo storico Burrows Smith, il terminus a quo della composizione, ovvero l'inizio della stesura, dell′Histoire de l'astronomie ancienne intorno al biennio 1770-1771. Invece la prima menzione di un'eventuale Histoire apparve in un mémoire di Bailly del 18 agosto 1773.

## Contenuto
Nel 1782 apparve la seconda e ultima opera della serie sull′Histoire de l'astronomie moderne. Diversamente dalla prima opera, ovvero l′Histoire de l'astronomie moderne depuis la fondation de l'école d'Alexandrie jusqu'à l'époque de 1730, pubblicata in due volumi in quarto nel 1779, essa è invece costituita da tre volumi. I primi due volumi in realtà sono identici ai due volumi dell'opera del 1779; a questi è stato aggiunto un terzo volume inedito e originale che copre gli anni tra il 1730 e il 1782.

### Primi due volumi
Sono una ripubblicazione identica dei due volumi dell'opera precedente. In essi Bailly continua a delineare la sua concezione della storia, ripercorrendo e commentando le scoperte in campo astronomico dall'Antica Grecia fino all'età moderna (precisamente fino al 1730).

### Terzo volume
Se si considera il terzo volume singolarmente allora questa è l'opera più breve tra le quattro che compongono la tetralogia di Bailly sulla storia dell'astronomia. Solo due dei sei capitoli del terzo volume in effetti sono dedicati al progresso dell'astronomia in tale periodo, il resto dell'opera invece comprende: delle disquisizioni sulla matematica; la presentazione delle generali congetture sulla forma dell'universo; una confutazione dell'articolo di Charles Francois Dupuis sulle costellazioni; e un epilogo riassuntivo in cui Bailly dà uno sguardo all'indietro sul terreno teorico già coperto e azzarda alcune osservazioni sul futuro dell'astronomia. Il punto di partenza di quest'opera è il punto finale della precedente, ovvero la preminenza della dottrina newtoniana.
(Bailly nell′Histoire de l'astronomie moderne.)
Di conseguenza Bailly si preoccupa della perfezione dei principi newtoniani mostrata da migliori osservazioni, migliori misure, strumenti più sottili e, soprattutto, dal campo, in estensione, della matematica. Tra le realizzazioni del secolo egli elenca:
- la determinazione accurata della dimensione e della forma della Terra attraverso delle misurazioni effettuate in Lapponia, Francia, Perù e Sud Africa;
- le misurazioni della gravitazione in piccoli corpi fatte da Pierre Bouguer e Nevil Maskelyne;
- la conferma della teoria delle comete di Edmond Halley;
- gli enormi passi in avanti fatti nel determinare correttamente il moto dei pianeti e dei satelliti (ambito al quale lo stesso Bailly aveva contribuito);
- gli studi di Bouguer, di Mayer e Halley sulla rifrazione atmosferica;
- il rapido sviluppo in Inghilterra di strumenti per la navigazione, in particolare attraverso gli orologi di Harrison;
- l'invenzione delle lenti acromatiche.

Ovviamente Bailly tratta numerosi altri aspetti importanti dei progressi fatti dall'astronomia nel suo secolo, ma, a suo giudizio, i maggiori passi in avanti sono stati compiuti nell'applicazione della dinamica e del calcolo integrale all'astronomia.
(Bailly nell′Histoire de l'astronomie moderne.)
I progressi in matematica fatti da uomini come Eulero, Clairault e d'Alembert affrettarono la soluzione di alcuni tra i più difficili e delicati problemi astronomici, come, ad esempio, il problema dei tre corpi. L'immaginazione di Bailly fu colpita dalla scoperta, fatta da William Herschel nel marzo del 1781, di quello che sarebbe diventato il settimo pianeta, Urano, e comprese subito le sue implicazioni:
(Bailly nell′Histoire de l'astronomie moderne.)
Una tale visione porta inevitabilmente a delle speculazioni sulla natura ultima dell'universo. Bailly pone (ma non tenta di rispondere) alcune delle domande che hanno a lungo disturbato i pensatori e che continuavano ad occupare un buon numero di pagine della letteratura scientifica a lui contemporanea. Perché i pianeti e i loro satelliti ruotano nella stessa direzione sullo stesso piano generale? Perché i pianeti ruotano nella direzione del loro moto di rivoluzione? Qual è la causa delle novae e delle nebulose? Qual è il moto del sistema solare? Che cosa lo ha messo in moto? Cos'è la gravità? «Questa forza, questa attrazione è per caso un effetto di una causa primordiale?». Bailly è convinto comunque che un certo numero di segreti della natura saranno definitivamente svelati:
(Bailly nell′Histoire de l'astronomie moderne.)
Questo passaggio, da un punto di vista strettamente filosofico, è un notevole esempio della riabilitazione settecentesca delle passioni e si è ancora più stupiti di trovare tali nozioni favorevolmente recensiti anonimamente nell′Année littéraire dove si legge: «Rendiamo grazie al signor Bailly per aver aperto i cieli invertendo il muro di bronzo elevato da un'arroganza pedantesca».
Il lettore moderno, così come il recensore del XVIII secolo, comunque, è in grado di vedere almeno un difetto in quest'ultimo volume dell′Histoire de l'astronomie moderne. Il difetto è la troppo lunga confutazione che Bailly fa della Mémoire sur l'origine des constellations et sur l'explication de la fable di Dupuis. Il sistema di Dupuis è infatti tanto semplice quanto improbabile. Egli trovava nel sorgere e nel tramontare delle stelle principali una presunta chiave interpretativa per gli eroi e le eroine della mitologia, la loro genealogia, le loro avventure, i loro temperamenti, ecc. Insomma Dupuis era convinto che la mitologia avesse principalmente un'origine astronomica e che tramite l'astronomia si potessero spiegare i miti. Bailly invece era ancora ansioso di dimostrare, come aveva già fatto nelle opere precedenti, che al contrario il mito aveva principalmente un'origine storica, e che i personaggi e le leggende mitiche avevano comunque un fondo di verità. Bailly inoltre era in particolare disaccordo con la cronologia di Dupuis basata sul dodici segni dello Zodiaco che questi aveva presentato nella sua Mémoire explicatif du Zodiaque, chronologique et mythologique.
Il quinto capitolo dell'opera è dedicato invece ad una rielaborazione dei suoi punti di vista dell′Histoire de l'astronomie ancienne e delle Lettres sur l'origine des sciences, legati a degli spunti sull'astronomia dell'antico popolo progredito scientificamente di cui aveva già parlato nelle altre opere e dal quale, secondo lui, discendevano tutte le più importanti civiltà dell'antichità. Oltre a questo capitolo, Bailly spende poco più di due o tre pagine sul tema della preistorica età dell'oro di cui parla diffusamente invece nelle opere precedenti e successive. Nell'epilogo riassuntivo, discutendo i progressi fatti dall'astronomia, egli riafferma la sua fede in «un'astronomia che è stata perfezionata, poi distrutta e dimenticata» e nella rinascita che avvenne in Cina e a Babilonia «ai tempi della fondazione dei nuovi imperi».
Egli non suggerisce, tuttavia, che quella prima astronomia era «perfezionata» nella stessa misura dell'astronomia del XVIII secolo, ovviamente. Anzi, afferma categoricamente che ciò non era vero:
(Bailly nell′Histoire de l'astronomie moderne.)
Bailly, infine, termina la sua monumentale opera sulla storia dell'astronomia moderna con una nota ottimistica sul progresso dell'umanità e sulla perfettibilità dell'uomo.

## Giudizi successivi
Bailly esercitò una certa influenza sugli uomini del suo tempo, basti pensare a Joseph de Maistre, André Chénier, Madame de Staël e altri personaggi come lo stesso Napoleone. In un passaggio del poeta Chénier vi è forse un'illustrazione della teoria preferita di Buffon secondo cui «lo stile è l'uomo stesso».  Un'intera generazione stava per familiarizzare con queste parole sulla figura di Bailly e le sue idee:
Roi des antres du Nord: et de glaces armés,
 
Ses pas usurpateurs sur nos monts imprimés;

Et l'œil perçant du verre, en la vaste étendue,
 
Allant chercher ces feux qui fuyaient notre vue;

Aux changements prédits, immuables, fixés,
 
Que d'une plume d'or Bailly nous a tracés,
 
Aux lois de Cassini les cometes fidèles...»
(Chénier, L'Invention, nelle Œuvres.)
Ovviamente non tutti i contemporanei erano d'accordo sulle sue ipotesi paleostoriche e preistoriche. Il quinto capitolo, quello in cui disquisisce sull'astronomia di un presunto popolo antichissimo, e ormai dimenticato, che aveva istruito tutti gli altri, gli attirò infatti notevoli critiche negative, soprattutto da parte degli ambienti del clero più bigotti che non accettavano ipotesi storiche diverse dalla tradizione sacra imposta dalla Bibbia. L'anonimo recensore dell′Année littéraire (che, in questo caso, sembra parlare come l'abate Royou, grande critico di Bailly) scrisse: «Fa arrabbiare vedere uno scrittore, anche degno, rinnovare delle opinioni avverse alla tradizione sacra e al sentimento degli storici profani».
Lo stesso Jérôme Lalande (cioè dal "partito" dei philosophes), che era suo amico, finisce in qualche modo per criticarlo, almeno leggermente, nell′éloge che gli dedicò dopo la morte: 
(Lalande nell′Éloge de Bailly.)